# アルシノエ1世

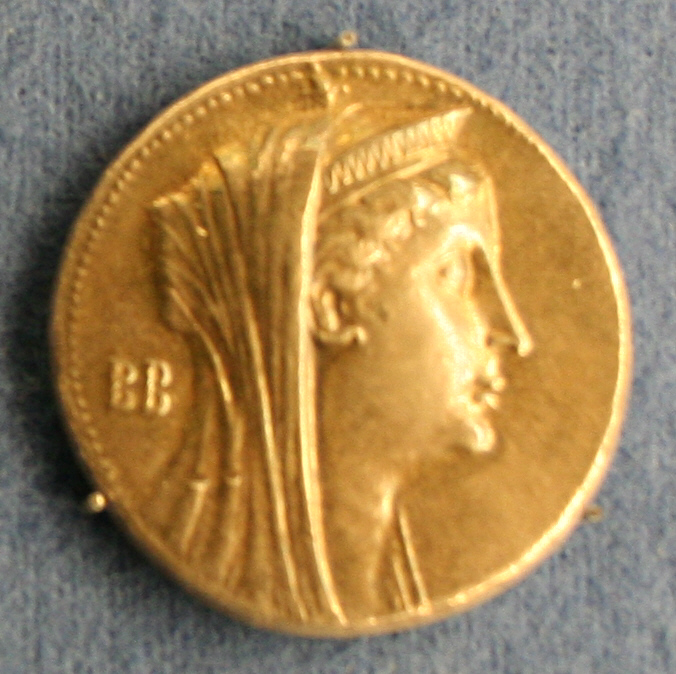
プトレマイオス3世がつくらせたアルシノエ1世のドラクマ金貨

アルシノエ1世（ギリシア語:  Αρσινόη Α’ 紀元前305年 - およそ紀元前248年以降）は、プトレマイオス朝エジプトの王妃・女王（ファラオ・共同統治者）である。

## 経歴
マケドニア人とテッサリア人を祖にもつギリシア人であり、トラキア、小アジア、マケドニアの王であったディアドコイのリュシマコスと、その最初の妻である王妃ニケアの次女として生まれた。彼女には2人の兄姉がおり、兄をアガトクレス、姉をエウリュディケ（en）と言った。
父方の祖父はマケドニア王ピリッポス2世と同時代人の貴族であるペラのアガトクレスで、母方の祖父は権勢を誇った摂政のアンティパトロスである。アルシノエという名は祖母にちなんでつけられたものであるが、父方・母方双方とも祖母の名前は伝わっていない。またアルシノエ1世の結婚以前についてもほとんど知られていない。
紀元前289年から紀元前281年ごろに、アルシノエ1世はプトレマイオス朝エジプトのファラオ、プトレマイオス2世ピラデルポスの最初の妻となった。この結婚は母方の遠い親戚に嫁ぐものであり、さらにはセレウコス1世に対抗するため父親とプトレマイオス2世が結んだ同盟の延長、つまり政略結婚でもあった。
アルシノエ1世はこの結婚を通じてプトレマイオス朝の女王となり、プトレマイオス2世との間に3人の子をもうけている。息子のプトレマイオス3世エウエルゲテスとリュシマコス、娘のベレニケ (en) である。時期は定かではないものの紀元前279年から紀元前273年頃に、夫プトレマイオス2世の姉アルシノエ2世がエジプトに帰国した。彼女は父リュシマコス王の最後の妻であり、リュシマコスと死別後に再婚した異母兄弟の夫プトレマイオス・ケラウノスと対立し逃れてきたのであった。ほどなくして、おそらくはこのアルシノエ2世の扇動で、プトレマイオス2世の暗殺を企てたとしてアルシノエ1世が咎め立てられた。
プトレマイオス2世はアルシノエ1世が謀ったものとして罪した。そのまま離婚が決まり、アルシノエ1世は南エジプトのコプトスへ追放された。一連の出来事がプトレマイオス2世の姪セオクセニアのテバイスからおそらくコプトスへの追放とつながっていることから、時系列からももっともらしい。その後、プトレマイオス2世は同母姉であるアルシノエ2世と結婚し、プトレマイオス3世をはじめ先妻アルシノエ1世との子はアルシノエ2世が育てた。そしてアルシノエ2世の死後は正式にアルシノエ2世の子とみなされた。    
アルシノエ1世は流刑地で20年を過ごした。彼女はかつてファラオの妻であったので、その間も堂々たる暮らしぶりで、大いに権力を振るった。プトレマイオス2世との最初の子は、父が亡くなるとその後を継いだ。
今もなおコプトスにはアルシノエ1世の人となりを語る碑文が残っている。これはアルシノエの家令であった人物の手によるものであろう、同時に彼はアルシノエ1世に追放されたのだとされている。彼はアルシノエ1世を「王の妻」と呼んでいるが、その名はエジプトの女王の常であるように王家のカルトゥーシュで囲まれてはいない。他にアルシノエ1世につながる断片的な現存する資料として、キプロスのラピトスにあるフェニキア語の碑文がある。こちらは年代としては、プトレマイオスの治世が始まって11年か12年目にあたるものである。これは「正当なる相続者とその妻」のために設けられた供犠について述べており、ここからアルシノエ1世のことだとされた。アルシノエ1世が裏切り者として貶められていた一方で、そのために生け贄を捧げた人物がいたという事実は、その知らせがまだこの地に届いていなかったことをよく示している。